# Prêmio Bibi Ferreira 2021

A 8ª Edição da Cerimônia de Entrega dos Prêmios Bibi Ferreira ocorreu no dia 20 de outubro de 2021, no Teatro Sérgio Cardoso, na cidade de São Paulo.

## Cerimônia
O período de elegibilidade se iniciou em 1 de julho de 2020 e se estendeu até 30 de junho de 2021, acompanhando produções de musicais e peças teatrais em cartaz na cidade. A premiação consagrou espetáculos de prosa dramática e musicais divididos em 29 categorias.
A cerimônia foi apresentada por Alessandra Maestrini e Miguel Falabella.

## Indicados e vencedores[4]

### Teatro Musical
| Melhor Musical | Melhor Musical Brasileiro |
| --- | --- |
| Escola do Rock, o Musical - A Cor Púrpura, o Musical - Chaves - Um Tributo Musical - Lazarus - Pippin - Zorro, Nasce uma Lenda | Chaves - Um Tributo Musical - Dona Ivone Lara, o Musical - Hadassa, o Musical - Samba Futebol Clube |
| Melhor Versão em Musicais | Melhor Direção em Musicais |
| Escola do Rock, o Musical – Mariana Elisabetsky e Victor Mühlethaler - A Cor Púrpura, o Musical - Artur Xexéo - Madagascar, uma Aventura Musical - Daniel Salve | Mariano Detry – Escola do Rock, o Musical - Felipe Hirsch - Lazarus - Zé Henrique de Paula - Chaves - Um Tributo Musical |
| Melhor Ator | Melhor Atriz |
| Mateus Ribeiro – Chaves - Um Tributo Musical como Chaves - Arthur Berges - Escola do Rock, o Musical como Dewey Finn - Jesuíta Barbosa - Lazarus como Thomas Newton - João Felipe Saldanha - Pippin como Pippin - Maurício Xavier - Madagascar, uma Aventura Musical como Marty | Letícia Soares – A Cor Púrpura, o Musical como Celie - Fernanda Jacob - Dona Ivone Lara, o Musical como Dona Ivone - Nicole Rosemberg - Zorro, Nasce uma Lenda como Luisa - Totia Meireles - Pippin como Mestre de Cerimônias                                                       |
| Ator Coadjuvante | Atriz Coadjuvante |
| Diego Velloso – Chaves - Um Tributo Musical como Quico - Alan Rocha - A Cor Púrpura, o Musical como Harpo - Lucas Cândido - Madagascar, uma Aventura Musical como Rei Julien - Sérgio Menezes - A Cor Púrpura, o Musical como Mister                                            | Carol Costa – Chaves - Um Tributo Musical como Chiquinha - Analu Pimenta - A Cor Púrpura, o Musical como Squeak - Isabel Fillardis - Dona Ivone Lara, o Musical como Zaíra de Oliveira - Mira Haar - Pippin como Berhe - Thais Piza - Escola do Rock, o Musical como Patty Di Marco |
| Revelação Musical | Direção Musical em Musicais |
| Nicole Rosemberg – Zorro, Nasce uma Lenda - Elenco Infantil - Escola do Rock, o Musical - Hadassa Mazarão - Hadassa, o Musical - Larissa Noel - Dona Ivone Lara, o Musical - Nicolas Ahnert - Isso que é o Amor                                                                 | Daniel Rocha – Escola do Rock, o Musical - Carlos Bauzys - Zorro, Nasce uma Lenda - Maria Beraldo e Mariá Portugal - Lazarus |
| Melhor Cenografia | Melhor Figurino |
| Lazarus – Daniela Thomas e Felipe Tassara - A Cor Púrpura, o Musical - Natalia Lana | Madagascar, uma Aventura Musical – Fause Haten - A Cor Púrpura, o Musical - Ney Madeira e Dani Vidal - Zorro, Nasce uma Lenda - Theodoro Cochrane |
| Melhor Roteiro Original | Melhor Letra e Música |
| Chaves - Um Tributo Musical – Fernanda Maia - Dona Ivone Lara, o Musical - Elísio Lopes Jr. | Hadassa, o Musical – Caique Oliveira e Paulo Ocanha |
| Melhor Coreografia | Melhor Arranjo Original |
| Zorro, Nasce uma Lenda – Bárbara Guerra e Johnny Camolese - Pippin - Alonso Barros - Chaves - Um Tributo Musical - Gabriel Malo | Lazarus – Maria Beraldo e Mariá Portugal - Chaves - Um Tributo Musical - Fernanda Maia - Samba Futebol Clube - Nando Duarte |
| Melhor Desenho de Luz | Melhor Desenho de Som |
| Escola do Rock, o Musical – Mike Robertson - A Cor Púrpura, o Musical - Rogério Wiltgen - Lazarus - Beto Bruel | Lazarus – Tocko Michelazzo - Escola do Rock, o Musical - Gaston Birski - Zorro, Nasce uma Lenda - Tocko Michelazzo |
| Melhor Visagismo em Musicais | |
| Madagascar, uma Aventura Musical – Anderson Bueno - Chaves - Um Tributo Musical - Fábio Namatame - Escola do Rock, o Musical - Feliciano San Roman | |

### Peça Teatral
| Melhor Peça | Melhor Direção em Peça de Teatro |
| --- | --- |
| O Camareiro - Alma Despejada - Jardim de Inverno - Os Sete Influentes do Rio Ota | Ulysses Cruz - O Camareiro - Marco Antônio Pâmio - Jardim de Inverno - Monique Gardenberg - Os Sete Influentes do Rio Ota                                               |
| Melhor Ator | Melhor Atriz |
| Sérgio Mamberti (in memoriam) - O Ovo de Ouro Tarcísio Meira (in memoriam) - O Camareiro - Cassio Scapin - O Camareiro - Daniel Dantas - O Inoportuno - Fabrício Pietro - Jardim de Inverno              | Irene Ravache - A Alma Despejada - Andréia Horta - Jardim de Inverno - Marjorie Estiano - Os Sete Afluentes do Rio Ota                                                  |
| Melhor Ator Coadjuvante | Melhor Atriz Coadjuvante |
| Iuri Saraiva - Jardim de Inverno - Leonardo Miggiorin - O Ovo de Ouro - Marcos Azevedo - O Camareiro - Maurício Destri - Erêndira – A Incrível e Triste História da Cândida Erêndira e Sua Avó Desalmada | Marta Meolla - Jardim de Inverno - Cláudia Mello - Mãos Limpas - Karen Coelho - O Camareiro                                                                             |
| Melhor Cenografia | Melhor Desenho de Luz |
| Os Sete Afluentes do Rio Ota – Hélio Eichbauer (in memoriam) - O Camareiro - André Cortez - O Inoportuno - Marcos Flanksman                                                                              | O Camareiro – Domingos Quintiliano - A Alma Despejada - Hiram Ravache - Erêndira – A Incrível e Triste História da Cândida Erêndira e Sua Avó Desalmada - Túlio Pezzoni |
| Melhor Figurino | Melhor Roteiro Original |
| O Camareiro – Beth Filipecki e Reinaldo Machado - Erêndira – A Incrível e Triste História da Cândida Erêndira e Sua Avó Desalmada - Cássio Brasil - Os Sete Afluentes do Rio Ota - Marcelo Pies          | A Alma Despejada – Andréa Bassit - Mãos Limpas - Juca de Oliveira - O Ovo de Ouro - Luccas Papp                                                                         |

## Prêmios Especiais
- Voto Popular = Hadassa, o Musical
- Medalha Arthur Azevedo - Fundo Marlene Colé – Associação de Produtores Teatrais Independentes (APTI)

## Resumo
Lista de espetáculos com mais de uma indicação:
| Programa                                                                        | Indicações | Vitórias |
| ------------------------------------------------------------------------------- | ---------- | -------- |
| Chaves - Um Tributo Musical                                                     | 10         | 5        |
| Escola do Rock, o Musical                                                       | 10         | 5        |
| O Camareiro                                                                     | 9          | 5        |
| A Cor Púrpura, o Musical                                                        | 9          | 1        |
| Lazarus                                                                         | 8          | 3        |
| Zorro, Nasce uma Lenda                                                          | 7          | 2        |
| Jardim de Inverno                                                               | 6          | 2        |
| Madagascar, uma Aventura Musical                                                | 5          | 2        |
| Pippin                                                                          | 5          | 0        |
| Dona Ivone Lara, o Musical                                                      | 5          | 0        |
| A Alma Despejada                                                                | 4          | 2        |
| Hadassa, o Musical                                                              | 3          | 1        |
| O Ovo de Ouro                                                                   | 3          | 1        |
| Erêndira – A Incrível e Triste História da Cândida Erêndira e Sua Avó Desalmada | 3          | 0        |
| Os Sete Afluentes do Rio Ota                                                    | 2          | 1        |
| Samba Futebol Clube                                                             | 2          | 0        |
| O Inoportuno                                                                    | 2          | 0        |
| Mãos Limpas                                                                     | 2          | 0        |

## Apresentações

### Apresentações principais
- Irene Ravache e Cassio Scapin - Apresentação dos prêmios Melhor Ator e Atriz Coadjuvante em Peça de Teatro e em Musicais
- Beto Sargentelli e Giulia Nadruz - Apresentação dos prêmios Melhor Figurino em Peça de Teatro e em Musicais, Melhor Coreografia em Musicais e Melhor Cenografia em Peça de Teatro
- Rebeca Jamir e Pedro Arrais - Apresentação dos prêmios Melhor Desenho de Luz em Musicais em Peça de Teatro e Melhor Visagismo em Musicais
- Karin Hils, Jennifer Nascimento e Amanda Souza - Apresentação dos prêmios Melhor Desenho de Som, e Melhor Arranjo Original e Melhor Letra e Música em Musicais
- Kiara Sasso e Diva Menner - Apresentação dos prêmios Melhor Roteiro Original em Musicais e em Peça de Teatro, Melhor Versão em Musicais
- Carol Costa - Apresentação do prêmio Melhor Revelação em Musicais
- Bianca Rinaldi e Velson D’Souza - Apresentação dos prêmios Melhor Coreografia e Direção Musical em Musicais
- Fabi Bang e Gottsha - Apresentação dos prêmios Popular e Melhor Direção em Peça de Teatro e em Musicais
- Cláudia Raia e Jarbas Homem de Mello - Apresentação dos prêmios Melhor Ator e Atriz em Peça de Teatro e em Musicais
- Miguel Falabella e Alessandra Maestrini - Apresentação dos prêmios Melhor Peça Teatral, Melhor Musical e Melhor Musical Brasileiro

### Apresentações musicais
- Miguel Falabella e Alessandra Maestrini - Apresentação de números musicais "Introdução" e "A vida acontece ao vivo"
- Mateus Ribeiro e Fabiano Augusto - Apresentação do número musical "Chaves e Família" de Chaves, um Tributo Musical
- Letícia Soares - Apresentação do número musical "Eu Estou Aqui" de A Cor Púrpura, o Musical
- Nicole Rosemberg - Apresentação do número musical "Um Mascarado para Amar" de Zorro, Nasce uma Lenda
- Arthur Berges - Apresentação do número musical "Montanha do Rock" de Escola do Rock, o Musical
- João Felipe Saldanha - Apresentação do número musical "Canto sob o Sol" de Pippin